# IC 5271
IC 5271 је спирална галаксија у сазвјежђу Јужна риба која се налази на листи објеката дубоког неба у Индекс каталогу.
Деклинација објекта је - 33° 44' 32" а ректасцензија 22h 58m 1,6s. Привидна величина (магнитуда) објекта IC 5271 износи 10,8 а фотографска магнитуда 11,6. Налази се на удаљености од 24,004 милиона парсека од Сунца. IC 5271 је још познат и под ознакама ESO 406-34, MCG -6-50-19, IRAS 22552-3400, PGC 70128.